# Abrorjon Kodirov
Abrorjon Kodirov (usb. Abrorjon Qodirov Qahramonjon ugli; * 11. Februar 1995 in Kokand, Usbekistan) ist ein usbekischer Amateurboxer, der im Bantam-Fliegengewicht kämpft. Kodirov ist zweifacher nationaler Meister von Usbekistan, Kämpfer der Uzbek Tigers (WSB) und Bronzemedaillengewinner der Islamic Solidarity Games, die 2017 in Baku, Aserbaidschan stattfanden.

## Amateurkarriere
Abrorjon Kodirov tritt im Federgewicht an. Seit 2014 boxt er als Amateurboxer. 2015 nahm er am Chemiepokal-Turnier teil, das jedes Jahr in Halle (Saale) unter Beteiligung der besten europäischen Boxer stattfindet. Er wurde Goldmedaillengewinner, indem er Beblik Ronnie aus Deutschland im Halbfinale und im Finale den französischen Boxer Conky Elie besiegte. 2017 nahm er an den Islamischen Spielen in Baku teil. In der zweiten Division im Bantamgewicht gewann er eine Bronzemedaille.